# اس دوشیزه
اس دوشیزه یک ستاره است که در صورت فلکی دوشیزه قرار دارد.